# Draaiorgel de Mondorgel
Draaiorgel de Mondorgel was een Nederlands straatorgel, dat zich tegenwoordig in Japan bevindt.

## Levensloop
Omstreeks 1930 werd dit 67 toetsen tellende orgel door Bursens uit Hoboken gebouwd. De eigenaar was Theo Denies uit Den Haag. Omdat het orgel zo groot en fijn van toon was, kreeg het al gauw te naam Mondorgel.
Na Denies wordt Piet Bik uit Amsterdam eigenaar, die het orgel een tijdje exploiteert. Hij verkoopt het later aan Piet Winter uit Zaandam, die het is zijn danszaal opstelt.
Door het plotselinge overlijden van Winter komt het orgel stil te staan. De weduwe verkoopt het orgel in 1955 aan Gijs Perlee, die het in Amsterdam verhuurt.
Daarna speelde het orgel nog jarenlang in de steden Groningen, Alkmaar, Den Haag, Arnhem en Utrecht.

## Export
Omstreeks 1975 werd het orgel aan Japan verkocht. Jarenlang werd er niets meer van het orgel vernomen, totdat begin 2011 een filmpje van het orgel opdook. Het orgel staat tegenwoordig (in redelijke staat van onderhoud) opgesteld in een museum in Osaka.

## Front
Het front van het in 2005-2008 gebouwde orgel de Vijf Prominenten is van dit orgel afgekeken. De zijluifels zijn haast identiek.

## Bron
- Boek: Glorieuze Orgeldagen, F. Wieffering, 1965, blz. 173-174.